# 神崎美優
神崎 美優（かんざき みゆう、1994年1月20日 - ）は、日本の元ジュニアアイドル、モデル（元・子役）である。千葉県出身。

## 経歴・人物
神崎愛瑠は実妹。弟もいる。2003年にデビューし、写真集やDVDなどでモデルの仕事が中心だった。また代表作品として薄井千織、水黒遥日（どちらもジュネス企画所属）と共演していた写真集やDVDもあった。
テレビ出演に『はなまるマーケット』（TBS）や『Oh!トロトロでいこう!』（フジテレビ）があった。小学4年生から中学2年生までの間に身長が30cmも伸びている。
2008年以降は表立った活動がない。

## 主な作品

### 写真集
- ベイビーキッス（2003年、心光社）
- ミュージカルボックス（2005年）
- Musical Box 神崎美優ファースト写真集（2006年、心公社）
- Osiris 神崎美優写真集（2007年、心交社）
- Matador 神崎美優13歳（2007年）

### DVD
- Fruity hip
- Me You（2007年）
- Prism（2006年）
- リトルウイング（2003年、心光社）